# ياماتو ياماموتو
ياماتو ياماموتو (باليابانية: 山本ヤマト؛ بالكانا: やまもと ヤマト) هو مانغاكا ورسام توضيحي ياباني، ولد في 1 مارس 1983 في إيباراكي في اليابان.

## وصلات خارجية
- ياماتو ياماموتو على موقع IMDb (الإنجليزية)

- الموقع الرسمي